# یواس‌اس کابرا (اس‌اس-۳۴۷)
یواس‌اس کابرا (اس‌اس-۳۴۷) (به انگلیسی: USS Cubera (SS-347)) یک زیردریایی بود که طول آن ۳۱۱ فوت ۹ اینچ (۹۵٫۰۲ متر) بود. این زیردریایی در سال ۱۹۴۵ ساخته شد.